# Point Possession
Point Possession ist ein census-designated place (CDP) im Kenai Peninsula Borough in Alaska. Das U.S. Census Bureau ermittelte bei der Volkszählung 2020 eine Einwohnerzahl von 9.

## Geographie
Das Point Possession CDP erstreckt sich entlang einem 40 km langen Küstenstreifen am Cook Inlet im Nordwesten der Kenai-Halbinsel. Es reicht von der Mündung des Swanson River bis zur namengebenden Landspitze im äußersten Nordwesten der Halbinsel. Nahe der Landspitze, 70 km nordöstlich der Stadt Kenai, befindet sich ein Platz mit mehreren Gebäuden. Dieser Ort wird aktuell vom Geographic Names Information System (GNIS) unter dem Namen Possession geführt. Der Kenai Spur Highway führt von Kenai über Salamatof und Nikiski entlang der Küste nach Norden und endet bei der „Captain Cook State Recreation Area“ unmittelbar an der südlichen Grenze des Point Possession CDP. Eine Fortsetzung der Fernstraße durchquert das CDP-Gebiet, ist jedoch nur für Allradfahrzeuge geeignet. Östlich des CDP-Gebietes erstreckt sich das Kenai National Wildlife Refuge.

## Geschichte
Tebenkow von der Kaiserlich Russischen Marine benannte die Landspitze „Mys Naseleniya“ mit der Bedeutung „bewohnte Landspitze“. Der U.S. Coast and Geodetic Survey (USC&GS) berichtete 1964 von einem kleinen Summer-Camp der Tanaina-Indianer. Seit dem Zensus 2010 wird Point Possession als ein census-designated place geführt.

## Demografie
Zum Zeitpunkt der Volkszählung im Jahre 2020 (U.S. Census 2020) hatte Point Possession 9 Einwohner auf einer Landfläche von 108,71 km². Von den Einwohnern waren 8 Weiße. Beim Zensus im Jahr 2010 wurden 3 Einwohner gezählt.